# José Sacal
José Sacal (25 de septiembre de 1944 - 4 de octubre de 2018) fue un escultor y ceramista nacido en México (Cuernavaca, Morelos). Su obra ha sido interpretada como el surrealismo, una caja de arena con la mente subconsciente. Su arte es la esencia, ya que llega desde lo más profundo de sus sentimientos expresados a través de los seres que crea. Sus criaturas, que nos cuentan una historia, nos hablan de sus raíces, de su entorno y sus sentimientos: la familia, el amor, la soledad y la desesperación.

## Primeros años
Nace en la ciudad de Cuernavaca, Morelos en 1944. Acude desde temprana edad a la Escuela de Artes del Instituto Nacional de Bellas Artes en Cuernavaca, en donde tiene su primer encuentro con la pintura y el modelado. En su adolescencia se traslada a la Ciudad de México en donde reside hasta la fecha.
Ingresa a la UNAM en donde comienza sus estudios en medicina lo cual le proporciona un importante conocimiento de la anatomía humana. y aprovecha para trabajar un tiempo en el Hospital Psiquiátrico de La Castañeda, lo que combina para acudir a la Escuela de Pintura y Escultura de La Esmeralda, en este recinto toma cátedra de pintura y escultura con diferentes maestros, entre los que destaca el escultor Francisco Zúñiga.
Sacal nunca deja de experimentar y trabaja incasable en su taller. Poco a poco comienza a realizar esculturas más complejas, esto le entusiasma y decide trabajar de lleno en este arte. Su obra es interpretada como surrealismo.
Sacal comienza figurativo y experimenta con el contorsionismo del cuerpo humano, paulatinamente con constancia y esfuerzo domina la técnica y comienza, tal vez sin darse cuenta, a inventar un lenguaje. 
La calidad de su trabajo ha sido reconocida tanto en México como en diferentes países del mundo en sus más de 40 exposiciones individuales y otras tantas decenas de colectivas.

## Estudios
1965-1969 El Instituto Nacional de Bellas Artes, en Cuernavaca Morelos
1969-1972 El Instituto de las Artes " La Esmeralda "
Taller de 1973-78 Arthur Kronhnengold
1979-1982 El Instituto Nacional de Bellas Artes , en la Ciudad de México
Taller 1983-1987 Enrique Altamirano 

## Exposiciones y Premios
El mundialmente reconocido escultor mexicano José Sacal, cuya escultura Holocausto está en exhibición en el MOT, fue honrado en una recepción especial aquí en domingo 19 de julio de 2009.
- Medalla de oro en la Bienal Internacional de Florencia, Italia.
- Premio "Presidente Florencia", Italia.
- Trofeo Gran Premio Mondial, Museo Beaux Arst D´Unet, Francia.
- Gran encaje azul y oro, Bienal Europea, París, Francia.
- Mención de honor en la Bienal internacional, Toyamura, Japón.
- Premio especial del jurado de Italia por l 'art.
- Medalla de oro en la "Correr Pocket Gallery", Venecia, Italia.
- Mención de Honor, Centro de Bellas Artes, Sacramento, California.
- Medalla de oro, Lorenzo il Magnifico, Bienal Internacional, Florencia, Italia.
- Best of show, Lewis-Clark Center of Arts & History, Estados Unidos. Medalla de oro.
- Elite Contemporaine International, París, Francia
- Ha sido miembro del jurado en varios concursos y premios, incluido el Premio Nacional de Interiorismo, AMDI, XXI Festival de Artes, Pintura y Escultura, México, Distrito Federal.
- Miembro fundador de la Academia Mexicana de Ciencias y Artes, Tecnología y Humanidades A.C. Miembro del Salón Mexicano del Plástico.
- Miembro de la Sociedad del Tesoro Artístico de México, AC. Miembro de la sociedad de Artes y Letras de Europa.

En el 2008, el Museo Latino de Historia, Arte y Cultura en Los Ángeles presentó una exposición José Sacal, Escultura Contemporánea de México.
En 2011, "Personajes de Impacto y corazones" En el Metro en la Ciudad de México Este es el preludio de una gran exposición, que comprende más de 70 esculturas en bronce, en el paradero del Sistema de Transporte Colectivo, la cuenta de los más emblemáticos de la nacional y la cultura internacional que marcó la vida de José Sacal
En 2011, "Exposición Bestiario Imaginario" En el Museo Universitario del Chopo Ciudad de México Compuesta por 10 esculturas en bronce, realizadas con objetos de uso cotidiano y de reciclaje.